# Man'yōshū
Manyōshū (万葉集 man'yōshū?, lit. Colección de la miríada de hojas) es la colección de waka, poesía japonesa más antigua existente y de más relevancia histórica, compilada durante el período Nara, e inicios del período Heian. El compilador, o el último de una serie de ellos, se cree fue Ōtomo no Yakamochi, y el último poema registrado en la colección data del año 759. La colección contiene varios poemas de más antigüedad, siendo en su mayoría anónimos o erróneamente atribuidos a otros autores de mayor fama. Pero un gran caudal de dicho poemario representa al período entre los años 600 y 759.

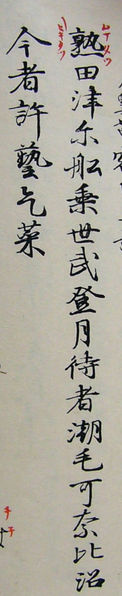
Nukata no Ōkimi, réplica procedente del vol. 1.

La colección se divide entre veinte partes o libros, reflejando una práctica similar en otras colecciones de poemas chinos de aquellos tiempos; este número se utilizó en otras obras de similares  características. Los temas del Manyoshu no están organizados por tópicos u cronológicamente. La colección contiene 265 chōka (poemas largos), 4.207 tanka (poemas cortos), un tarenga (pequeño poema de conexión), un bussokusekika (poemas que se encuentran en las plantas de los pies del Buda de Yakushi-ji en Nara), cuatro kanshi (poemas chinos), y 22 pasajes en prosa de origen chino. No posee prefacio: el formato para dicha sección en colecciones oficiales, como el de Kokin Wakashū, se desarrolló más adelante.
Es común referirse al Man'yōshū como una obra japonesa de cierta particularidad. Esto no significa que los poemas y pasajes de la colección difieran demasiado de la erudición (en los tiempos de Yakamochi) en el contexto de la literatura china y la poesía. Ciertamente, muchas secciones dentro de la obra tienen una característica propia, con algunos temas del Confucianismo y el Taoísmo, y más adelante, poemas reflejando enseñanzas Budistas. Aun así, el Man'yōshū posee una singularidad que puede ser comparada con obras posteriores en la elección de temas del Período Yamato, entremezclando la religión Shinto con las virtudes del sinceridad (真 makoto?) y la virilidad (丈夫振り masuraoburi?). También, el lenguaje utilizado en varios pasajes de esta obra evoca en dejar un poderoso sentimiento hacia sus lectores:

Esta temprana colección contiene algo de la frescura del amanecer.
[...]Existen irregularidades que no serán toleradas más adelante, como las líneas hipométricas; hay nombres de lugares que evocan y [vocablos de almohada (枕詞 makurakotoba?)]; y no existen exclamaciones evocativas como kamo, lo que lo hace genuino e incluso incomunicable. En otras palabras, la colección contiene la demanda de un arte en su fuente más prístina con un sentido romántico de venerable antigüedad y por lo tanto, de un orden ideal que ha sido perdido.

La colección es dividida, según la costumbre, en cuatro períodos. El más reciente data de un pasado prehistórico o legendario, desde los tiempos de Yūryaku (456-479) hasta aquellos pobremente documentados en el período Yōmei (585-587), Samei (594-661), y finalmente Tenji (668-671) durante la reforma Taika y los años de Fujiwara no Kamatari (614-669). El segundo período abarca el final del siglo VII, coincidiendo con la popularidad de Kakinomoto no Hitomaro, uno de los más grandes poetas japoneses. El tercer período data del 700-c.730 y cubre los trabajos de poetas como Yamabe no Akahito, Ōtomo no Tabito y Yamanoue no Okura, siendo Akahito japonés realmente; el resto se adapta e incorpora elementos continentales. El cuarto período se extiende en los años 730-760 e incluye trabajos de los últimos grandes poetas de esta colección junto a su compilador, Ōtomo no Yakamochi, quien no solo escribe una gran cantidad de poemas originales sino también edita, actualiza y renueva un número desconocido de poemas antiguos.
Agregado a su mérito artístico, el Man'yōshū contiene una importancia tal por el uso de uno de los sistemas más antiguos de escritura japonesa: el man'yōgana. A pesar de que no era la primera vez utilizado (ya que aparecía también en el Kojiki, del año 712), fue tal su influencia que brindó a la obra el título que lleva: "el kana de Man'yōshū". Este sistema utiliza caracteres chinos en una variedad de funciones: como su ideograma común o sentido logográfico; para representar fonéticamente sílabas japonesas; y a veces como combinación de las funciones anteriormente mencionadas. El uso de caracteres chinos para representar sílabas japonesas fue, de hecho, el origen del moderno sistema silábico de escritura kana, siendo sus formas simplificadas (hiragana) o fragmentadas (katakana) extraídas del man'yōgana.
Julius Klaproth fue el primero en publicar traducciones de poesía del Período Taika en occidente.
 Donald Keene explica en el prefacio de la edición del Manyōshū por el Nippon Gakujutsu Shinkōkai, lo siguiente:
"Un 'enviado' (hanka) a un largo poema, fue traducido tempranamente en 1834 por el celebrado orientalista Heinrich Julius Klaproth (1783-1835). Klaproth, habiendo viajado a la Siberia en la búsqueda de lenguas extrañas, encontró algunos náufragos y pescadores japoneses, difícilmente considerados mentores ideales para el estudio de la poesía del 8.º siglo. No es sorpresivo pensar entonces, que su traducción fuese poco precisa."
El Man'yōshū ha sido aceptado dentro de la Serie de Traducciones Japonesas de la Unesco.